# Istituto Leibniz per la storia europea

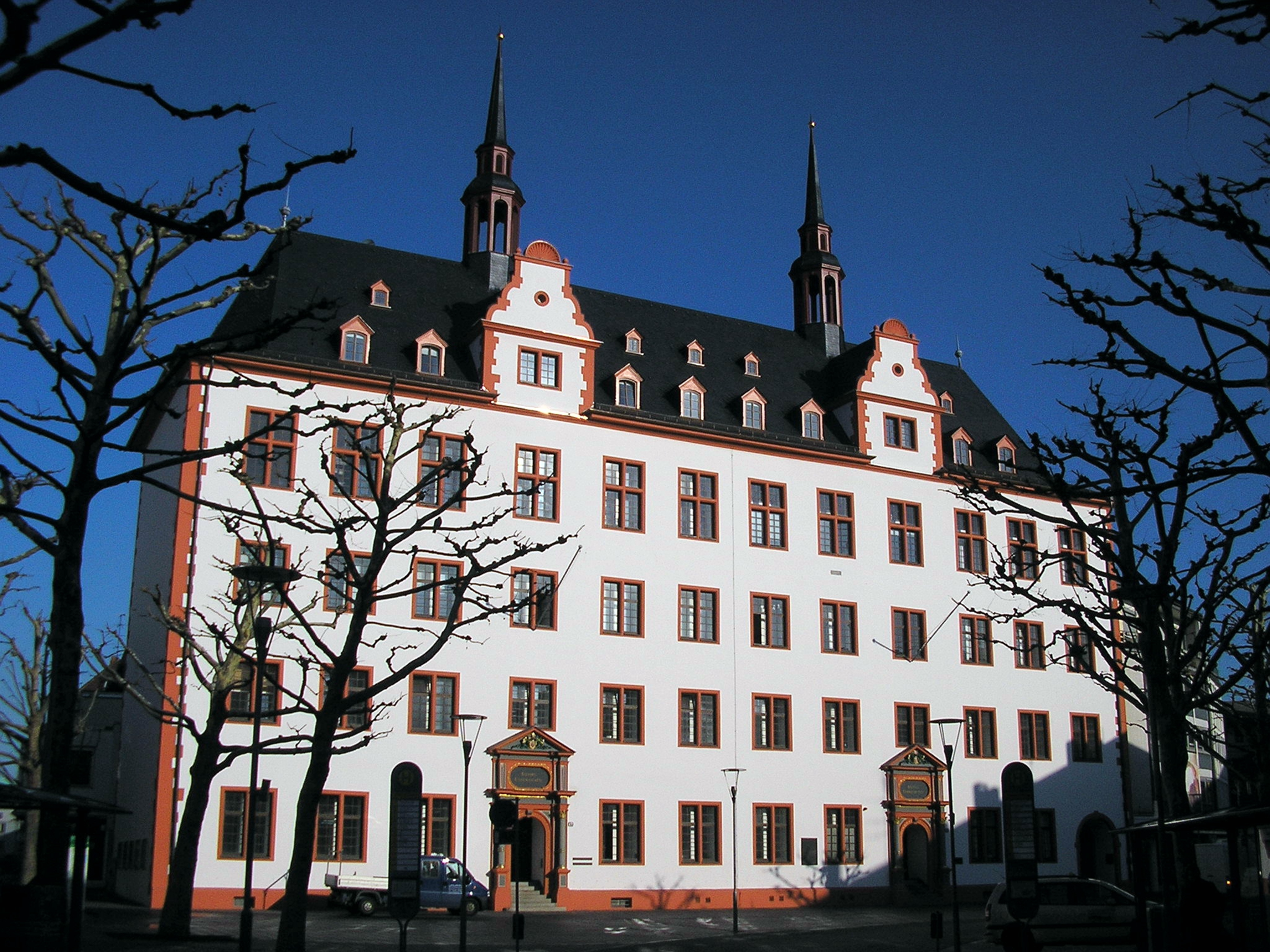
La Domus Universitatis di Magonza, sede dell'Istituto Leibniz

L’Istituto Leibniz per la storia europea (IEG) (Leibniz-Institut für Europäische Geschichte) di Magonza è un istituto di ricerca non universitario ed è membro dell'Associazione Leibniz dal 2012.

## Fondazione
Fondato nel 1950 su iniziativa di Raymond Schmittlein, capo della direzione generale degli affari culturali del governo militare francese, la nuova struttura è stata progettata per aiutare a superare le lacune nazionali e confessionali storicamente sviluppate tra gli stati europei e le loro popolazioni attraverso la ricerca storica "senza pregiudizi", e quindi, in particolare, supportare la comprensione franco-tedesca. La ricerca svolta presso l'istituto dovrebbe servire a rivedere (»disintossicare«) i libri di storia (scolastici) con l'obiettivo a lungo termine di istituire un »libro di storia europeo«.
Questa idea venne alla fine degli anni 1940 durante le discussioni franco-tedesche a Spira, che Schmittlein lanciò nel 1948/49. Si mescolò alle concezioni cristiane "occidentali" della storia di un gruppo di storici tedeschi, tra cui il giornalista medievalista di Bonn Fritz Kern (1884-1950) che aveva diretto la delegazione tedesca nel 1948. Anche il teologo cattolico e storico della chiesa Joseph Lortz (1887-1975) prese parte a questi colloqui.
Kern elaborò i primi piani per fondare un "Istituto per la storia della cultura e della religione", che - come primo direttore dell'istituto - voleva che realizzasse, oltre all'obiettivo didattico, una storia universale basata sulla religione ("Historia Mundi") in diversi volumi. Un altro direttore fondatore fu Lortz, che nel 1950 fu nominato professore straordinario per la storia occidentale della religione presso la Facoltà di filosofia dell'Università di Magonza. Questa intenzione e la storia della fondazione spiegano la struttura dell'istituto di ricerca fondato nel 1950 come "Institute for European History" (IEG). Nell'aprile 1951 venne creato un dipartimento di "Storia religiosa occidentale" e uno di "Storia universale". Entrambi i dipartimenti erano e sono guidati da un direttore, ed entrambi i direttori sono anche professori all'Università Johannes Gutenberg di Magonza.

## Compiti
Uno dei compiti principali dell'IEG è la ricerca delle basi storiche dell'Europa. Secondo gli statuti, si tratta di »ricerche sulle tradizioni religiose e spirituali dell'Europa, i suoi cambiamenti e le sue crisi, in particolare sulle differenziazioni religiose, i loro effetti e le possibilità di superarle«, così come »una ricerca di base relativa all'Europa che adatti il processo di crescita comune e di comprendere storicamente i singoli percorsi storici degli stati e dei popoli europei.
L'Istituto Leibniz per la storia europea svolge questi compiti conformemente allo statuto: 
- attraverso progetti di ricerca nel lavoro individuale e congiunto dei suoi componenti con scienziati nazionali e stranieri.
- finanziando giovani scienziati post-laureati in Europa e in altri continenti che lavorano su progetti di ricerca sulla storia europea e vivono come compagni nell'istituto.
- attraverso la cooperazione con altre istituzioni in patria e all'estero che perseguono obiettivi simili.
- attraverso le proprie pubblicazioni e finanziamenti per altre pubblicazioni in cui vengono discusse questioni scientifiche della ricerca europea.
- attraverso il trasferimento di conoscenze nella società.

## Programma di ricerca
L'Istituto Leibniz per la storia europea (IEG) ricerca le basi storiche dell'Europa nei tempi moderni. La sua ricerca è sviluppata in modo interdisciplinare dal Dipartimento di storia religiosa occidentale e dal Dipartimento di storia universale. Si estende attraverso le epoche dall'inizio dei tempi moderni alla storia contemporanea. Da una prospettiva transfrontaliera, l'Europa viene esaminata come uno spazio di comunicazione, i cui confini interni ed esterni sono stati ripetutamente modellati da diversi processi transculturali.
Il tema principale dell'attuale programma di ricerca all'IEG riguarda le differenze in Europa: le forme per stabilire, far fronte e consentire la differenziazione nelle sue dimensioni religiose, culturali, politiche e sociali. L'Europa è vista come un laboratorio per lo sviluppo di forme di regolamentazione e limitazione, ma anche per la produzione e la conservazione della diversità e delle disuguaglianze. Le dinamiche conflittuali dell'area "Europa" derivano dalle diverse interazioni e intrecci che hanno portato allo scambio, all'appropriazione e all'integrazione, nonché alla delimitazione e al confronto sul continente e oltre i suoi confini. Il programma di ricerca riunisce le competenze interdisciplinari, trasversali ed orientate all'Europa disponibili all'IEG in tre aree di ricerca: 
- Pluralizzazione e marginalità
- Sacralizzazione e desacralizzazione
- Mobilità e appartenenza

Dal 2008 al 2018, l'IEG, insieme all'Università Johannes Gutenberg di Magonza, ha gestito il gruppo di formazione alla ricerca finanziato dalla DFG, Le Chiese cristiane, che affrontano la sfida dell '"Europa".

## Borse di studio e programma di scienziati ospiti
L'Istituto Leibniz per la storia europea (IEG) assegna borse di ricerca per giovani ricercatori (dottorandi) sia all'interno che all'estero. I progetti di ricerca sono finanziati a studenti di dottorato e post-dottorato che si occupano della storia religiosa, politica, sociale e culturale dell'Europa tra il 1450 e il 1970 circa. I progetti comparativi, di trasferimento storico-transnazionale e le domande relative alla storia delle discipline umanistiche e delle religioni relative agli sviluppi storici nelle tre religioni monoteiste (cristianesimo, ebraismo, islam) sono particolarmente ben accetti.
Come scienziati in visita, l'istituto accetta anche borsisti da altre organizzazioni, come la Fondazione Alexander von Humboldt o il servizio di scambio accademico tedesco.
Il Senior Research Fellowship Program consente a rinomati scienziati di altri paesi europei e non europei di essere invitati all'IEG di Magonza per 2-6 mesi. Questi possono perseguire il proprio progetto di ricerca e scambiare idee con gli scienziati della sede dell'Istituto. In questo modo, le cooperazioni esistenti vengono implementate e rafforzate e in futuro verranno preparati nuovi progetti di ricerca congiunti.

## Biblioteca
Con circa 87.000 titoli, la biblioteca offre letteratura sulla storia dell'Europa dalla metà del XV secolo. L'attenzione si concentra sulla storia europea e internazionale e sulla storia del cristianesimo dall'umanesimo e dalla Riforma. La biblioteca contiene numerose riviste e periodici internazionali (oltre 500 gli abbonamenti attuali). C'è anche un gran numero di bibliografie specializzate e aiuti bibliografici generali disponibili. Tutti gli stock possono essere ricercati nel catalogo online dell'istituto (OPAC). Ogni anno vengono fatte nuove aggiunte oltre a un gran numero di risorse e database online finanziati da DFG. La biblioteca fa parte del sistema bibliotecario locale (LBS) Rheinhessen (organizzazione e tecnologia: Biblioteca dell'Università di Magonza) come parte della rete bibliotecaria di livello superiore HeBIS.